# Utopia Rupēs
Le Utopia Rupēs sono una struttura geologica della superficie di Marte.